# Bataille de Çamurlu
Guerres de l'interrègne ottoman
La bataille de Çamurlu a eu lieu le 5 juillet 1413, entre Musa Çelebi et Mehmed Çelebi, les deux fils de Bayezid Ier, comme le dernier conflit de la guerre civile ottomane connue sous le nom d'Interrègne ottoman. La bataille a décidé quel fils de Bayezid réunirait finalement l'Empire ottoman, Mehmed Çelebi devenant le sultan Mehmed Ier.

## Invasion et bataille finale de Mehmed
Après avoir réprimé la révolte de Cüneyt Bey (en), Mehmed Çelebi a rassemblé ses troupes à Ankara. Avec son beau-père Dulkadir, il a commencé à planifier une invasion de la Roumélie (la partie européenne de l'empire et le bastion de Musa) pour vaincre son frère, Musa. Lors de sa marche vers Bursa, Mehmed a gagné des contingents de troupes de l'ouest de l'Anatolie. L'armée de Mehmed a pu franchir le détroit sur des navires prêtés par Manuel II Paléologue, qui a également fourni à Mehmed des troupes.
Mehmed a fait marcher son armée de Constantinople à Edirne. Il a ensuite marché sur le Kosovo pour unir ses forces avec son allié (et aussi demi-oncle) le dirigeant serbe Stefan Lazarević, tout en recevant des informations d'Ewrenos concernant d'éventuelles défections pendant la bataille.
Les deux armées se sont rencontrées à Çamurlu, près de l'actuel Samokov, au sud-est de Sofia, en Bulgarie. Initialement, Musa semblait gagner la bataille malgré la défection de Pacha Yigit et Sinan Bey de Trikkala. Cependant, le vent de la bataille a tourné en faveur de Mehmed, avec l'aide des troupes serbes et byzantines et Musa Çelebi s'est enfui.

### Ensuite
Après la bataille, Musa Çelebi a été capturé et étranglé. Cette bataille rétablit l'unité de l'État ottoman, sous le contrôle de Mehmed Ier.